# Князевич, Кароль Отто
Кароль Отто Князевич (пол. Karol Otto Kniaziewicz, 4 мая 1762, Курземе, Латвия — 9 мая 1842, Париж) — польский и французский военачальник, дивизионный генерал (1812), участник Наполеоновских войн.

## Биография
Родился 4 мая 1762 года в Курляндии, образование получил в Варшавской артиллерийской школе. С юных лет посвятив себя военной службе, он в 1792 году в чине поручика участвовал в войне с русскими.
В 1794 году Князевич принимал участие в восстании Костюшки.
В деле при Гулкове Князевич начальствовал отрядом корпуса Зайончека, находился впоследствии под командой Костюшки в укреплённом лагере близ Варшавы и участвовал в сражении при Мацеиовице, в котором взят был в плен. Остальное время царствования императрицы Екатерины II Князевич находился в заключении, из которого был освобождён при вступлении на престол императора Павла I.
Тогда он отправился во Францию и начальствовал, под командой Домбровского, польским легионом, состоявшим во французской службе. Взятие Рима и Неаполя, под предводительством Шампионне и Макдональда, свидетельствуют о его мужестве.
Назначенный командующим сформированного на Рейне польского войска, он оказал особое отличие в сражении при Гогенлиндене. Люневильский мир убедил его в невозможности восстановить независимость его отечества, и он, подобно многим офицерам польского легиона, подал в отставку и удалился в своё польское поместье.
24 сентября 1803 года Наполеон наградил его орденом Почётного Легиона, 14 июня 1804 года —  командорским крестом ордена Почётного Легиона.
В 1812 году Князевич вступил в службу герцогства Варшавского. Во время кампаний в России начальствовал 18-й пехотной дивизией 5-го армейского корпуса; во главе этой дивизии сражался при Смоленске, у Бородино, под Тарутиным и у переправы на Березине. За отличие был пожалован командорским крестом ордена Virtuti Militari.
По заключении Парижского мира Князевич избрал своим  местом пребывания сперва Дрезден, a потом Париж.
Скончался 9 мая 1842 года в Париже. Впоследствии его имя было выбито на Триумфальной арке в Париже.

## Память
- В городе Вроцлаве одна из улиц носит имя Кароля Князевича.